# Henri Marie Alfred de Cadoudal
Henri Marie Alfred de Cadoudal (Paris, 20 de Fevereiro de 1859-1926) foi um General francês, cujo nome está associado à Primeira Guerra Mundial.

## Biografia

### Graduações
- Coronel (23 de Junho de 1913).
- General de brigada a título temporário (9 de Setembro de 1914).
- General de brigada (28 de Dezembro de 1914).
- General de divisão a título temporário (2 de Janeiro de 1917).
- General de divisão (18 de Maio de 1917).

### Condecorações
- Legião de honra

1. Cavaleiro (11 de Julho de 2002).
2. Oficial (11 de Outubro de 1914).
3. Commandeur (1 de Abril de 1917).

- Cruz de guerra 1914-1918.

### Postos
- Comandante do 136º regimento de infantaria (23 de Junho de 1913).
- Comandante da 40ª brigada de infantaria francesa (12 de Setembro de 1914).
- Comandante da 13ª divisão de infantaria francesa (13 de Outubro de 1914).
- Comandante da 57ª divisão de infantaria francesa (12 de Agosto de 1915).
- Comandante da 31ª divisão de infantaria francesa (15 de Outubro de 1915).
- Comandante do 2º corpo do exército francês (2 de Janeiro de 1917).
- Colocação na secção da Reserva (6 de Julho de 1918).